# Friedrich Rudolf Geussenhainer
Friedrich Rudolf Geussenhainer; auch Frederick Geussenhainer (* 24. April 1912 in Neumünster; † Mai 1945 im KZ Mauthausen) war ein deutscher Medizinstudent (candidatus medicinae) und Mitglied der Weißen Rose Hamburg, einer Widerstandsgruppe gegen den Nationalsozialismus. Er wurde im Juli 1943 verhaftet und starb vermutlich im Mai 1945 nach der Befreiung im KZ Mauthausen.

## Leben
Friedrich Geussenhainer wurde als Sohn des Fabrikanten Edwin Geussenhainer und seiner Ehefrau Mary, geborene Jansen, in Neumünster geboren und katholisch getauft. 1931 legte er am dortigen Humanistischen Gymnasium das Abitur ab. Danach absolvierte er in Neumünster die Ausbildung zum Bankkaufmann und Beamten. Von April bis Mai 1935 leistet er Arbeitsdienst und besucht vom August bis zum Oktober 1935 die Verkäuferschule von Ford in Köln-Niehl und verkauft bis September 1938 Autos in Kiel, bei „DKW am Schlossgarten“. Ab 1939 lebte er in Hamburg.
Im August 1940 wurde er an der Hamburger Universität im Fachbereich Medizin immatrikuliert. Als überzeugter Katholik und christlicher Befürworter der Menschenrechte war er ein Anhänger des Bischofs von Galen in Münster und stand er dem NS-Regime kritisch gegenüber.  Er erhielt am 18. Juli 1939 einen Strafbefehl über 30 RM oder 3 Tage Haft; vermutlich wegen Umgangs mit verbotener Literatur und Musik (Swing-Jugend), der im September durch „Gnadenerlass des ‚Führers‘“ aufgehoben wurde. Im Jahre 1942 lernte er den Medizinstudenten Albert Suhr kennen und befreundete sich mit ihm. Über Suhr wurde er Mitglied der candidates of humanity, einer Gruppe von Studenten und jungen Assistenzärzten am Universitäts-Krankenhaus Eppendorf (UKE), die sich gegen die herrschenden Verhältnisse stellten. Darüber hinaus nahm er an den Treffen der Weißen Rose Hamburg in der Agentur des Rauhen Hauses am Jungfernstieg teil, dort traf er unter anderem die Studenten Margaretha Rothe, Heinz Kucharski und Reinhold Meyer.

## Haft und Tod
Im Juli 1943 wurde er, nach Verrat der Eppendorfer Gruppe durch die Gestapo-Agentin Yvonne Glass-Dufour, verhaftet und in das Polizeigefängnis Fuhlsbüttel eingeliefert. Nach dem Ermittlungsverfahren wurde zwar keine Anklage gegen ihn erhoben, Geussenhainer wurde dennoch am 6. Juni 1944 als Schutzhäftling in das KZ Neuengamme eingewiesen. Am 7. Oktober 1944 erfolgte seine Überstellung in das KZ Mauthausen. Bekannt ist, dass er dort ab dem 13. Dezember 1944 dem Kommando Gusen, einem Außenlager des KZs und ab dem 3. April 1945 dem Kommando Amstetten, einem weiteren Außenkommando, unterstellt war.
Er starb vermutlich im Mai 1945 nach der Befreiung des KZ Mauthausen und wurde auf einem von der US-Armee angelegten Militärfriedhöfe beerdigt. Eine Exhumierungsliste aus den späteren 1950er Jahren bezeugt, dass seine sterblichen Überreste exhumiert und auf dem ehemaligen Quarantänehof im jetzigen Gedenkstättengelände wiederbestattet wurden. Nach anders lautenden Darstellungen starb er bereits im April 1945 an einem unbekannten Datum aufgrund von Entkräftigung und Nahrungsmangel den Hungertod.

## Gedenken

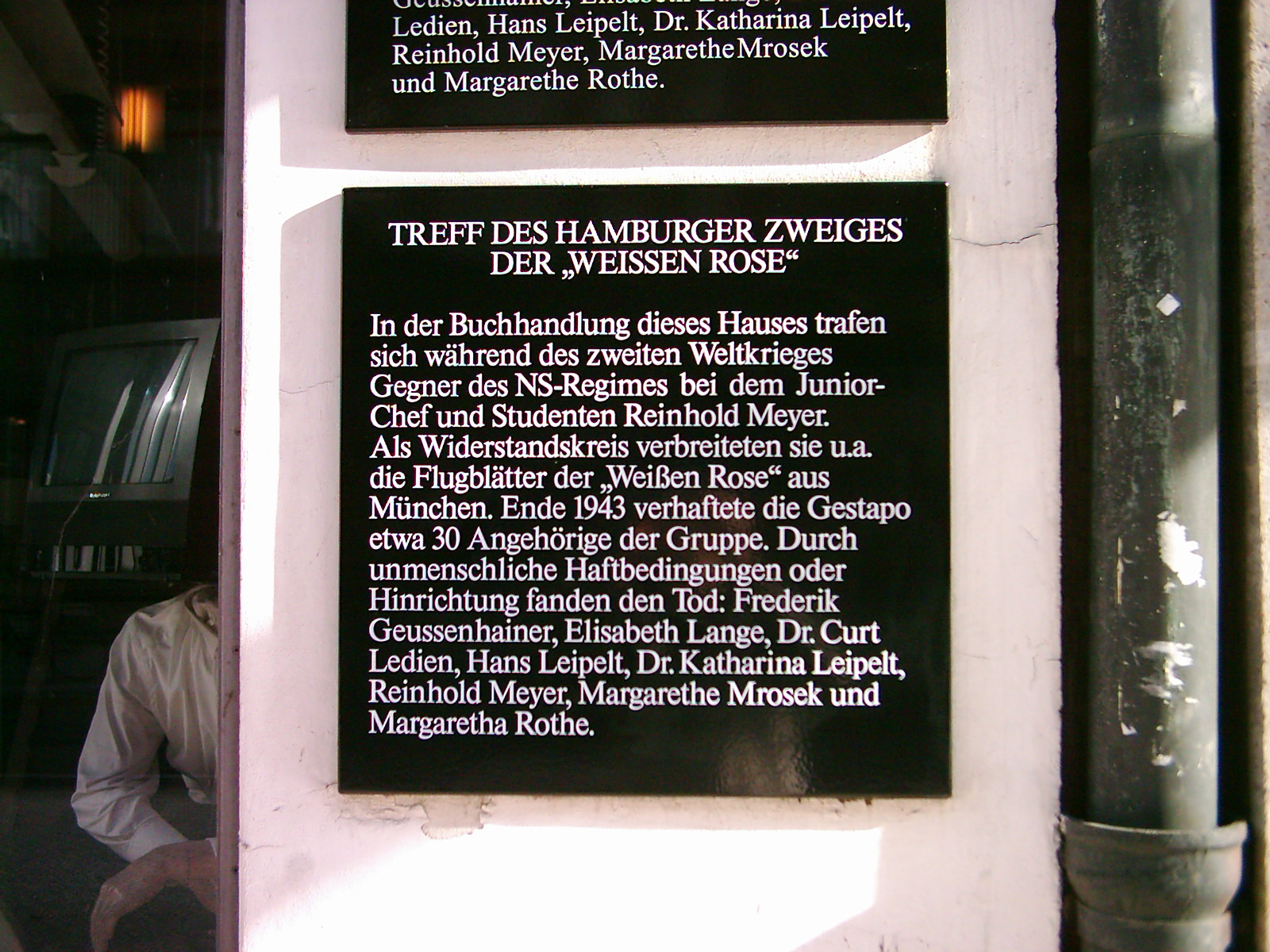
Gedenktafel am Haus Jungfernstieg 50

An Friedrich Geussenhainer wird mit einer Gedenkplatte im Audimax der Universität Hamburg, einem Mahnmal in Hamburg-Volksdorf sowie einem Stolperstein in der Johnsallee 63 in Hamburg-Rotherbaum erinnert. Zudem ist auf dem Gelände des Universitätsklinikums Eppendorf ein Studiengebäude Rothe-Geussenhainer-Haus benannt. Auf einer Gedenktafel für die Weiße Rose Hamburg am Haus der ehemaligen Agentur des Rauhen Hauses am Jungfernstieg 50 ist sein Name neben denen der anderen Toten der Widerstandsgruppe aufgezählt.
Die katholische Kirche hat Friedrich Rudolf Geussenhainer als Blutzeugen aus der Zeit des Nationalsozialismus in das deutsche Martyrologium des 20. Jahrhunderts aufgenommen.